# 정용래
정용래(鄭勇來, 1968년 10월 17일~)는 대한민국의 정치인이다. 제13·14대 대전광역시 유성구청장(2018~)이다.

## 학력
- 1974~1980 용산남국민학교 졸업
- 1980~1983 장흥용산중학교 졸업
- 1983~1986 송원고등학교.졸업
- 1988~1995 중앙대학교 정치외교학 학사
- 2013~2017 충남대학교 행정대학원 행정학 석사

## 경력
- 국회의원 구논회 의원실 보좌관
- 대덕연구개발특구 지원본부 복지센터 기획실장
- 허태정 대전광역시 유성구청장 비서실장
- 2016. 8.~2018. 2.: 국회의원 조승래 의원실 보좌관
- 2017. 4.~2017. 5.: 제19대 대통령 선거 더불어민주당 문재인 대통령 후보 국민주권선거대책위원회 국가정책자문단 중앙위원
- 2018. 7.~: 제13·14대 대전광역시 유성구청장(민선 7·8기, 더불어민주당, 재선)
- 2023. 12.~2024. 5.: 더불어민주당 대전광역시당 유성구 을 지역위원회 위원장 직무대행

## 전과
- 도로교통법위반(음주운전): 벌금 150만원 - 2005년 8월 9일 선고[2]

## 역대 선거 결과
|  | 63.26% |

|  | 51.16% |